# Подстолиці (Мазовецьке воєводство)
Подстолиці (пол. Podstolice) — село в Польщі, у гміні Мацейовиці Ґарволінського повіту Мазовецького воєводства.
Населення — 69 осіб (2011).
У 1975-1998 роках село належало до Седлецького воєводства.

## Демографія
Демографічна структура станом на 31 березня 2011 року:
|          | Загалом | Допрацездатний вік | Працездатний вік | Постпрацездатний вік |
| -------- | ------- | ------------------ | ---------------- | -------------------- |
| Чоловіки | 40      | 9                  | 17               | 14                   |
| Жінки    | 29      | 4                  | 12               | 13                   |
| Разом    | 69      | 13                 | 29               | 27                   |